# Langue nationale
Vous pouvez aider à l'améliorer ou bien discuter des problèmes sur sa page de discussion.
- Il ne cite pas suffisamment ses sources. Vous pouvez indiquer les passages à sourcer avec {{référence nécessaire}} ou {{Référence souhaitée}}, et inclure les références utiles en les liant aux notes de bas de page. (Marqué depuis mars 2023)
- Il contient une ou plusieurs listes. Le texte gagnerait à être rédigé sous la forme d’un ou plusieurs paragraphes synthétiques, afin d’être plus agréable à lire. (Marqué depuis octobre 2023)

- Archive Wikiwix
- Bing
- Cairn
- DuckDuckGo
- E. Universalis
- Gallica
- Google
- G. Books
- G. News
- G. Scholar
- Persée
- Qwant
- (zh) Baidu
- (ru) Yandex
- (wd) trouver des œuvres sur Wikidata

Une langue nationale est une langue considérée comme propre à une nation ou un pays, et dont la définition exacte varie selon les pays. Dans certains pays, une langue peut avoir un statut de langue nationale reconnu par le gouvernement ou la loi. Selon les pays, la notion ne se confond parfois pas avec celle de langue officielle.

## En Afrique
En Afrique, les langues officielles sont généralement des langues utilisées par l'administration ou les écrits, là où les langues nationalessont généralement des langues orales et véhiculaires.

### En Algérie
L'arabe et tamazight sont les deux langues nationales et officielles.
Le 5 janvier 2016, une révision de la constitution algérienne ajouta l'article 3bis, reconnaissant le tamazight comme langue nationale et langue officielle.
Le français est une langue courante dans l'administration, dans l'éducation et dans le monde des affaires.

### Au Cameroun
Au Cameroun on recense plus de 200 langues, dont le bamoun, le bankon, le djem (dans le Haut-Nyong), le banen, l'éton, l'ewondo, le douala, le bassa, le yabassi, le dibom, le mbang, le ntoumou (Vallée du Ntem), le bakweri, le bulu, le peul ou foufouldé, le moundang, le toupouri, le mafa, le kapsiki, le massa, le guiziga, les langues bamiléké composées de plusieurs sous-ensembles comme le feʼefeʼ ou nufi (à Bafang), le ghomala' (à Bafoussam, Baham, Bandjoun, Batié, Bansoa, Bandenkop…), le medumba (à Bangangté), le yemba (à Dschang), le ngombaʼa (à Bamesso), le nguienban (à Mbouda) et bien d'autres. Contrairement à la majorité des pays africains, le Cameroun n'a donc pas de langue régionale dominante ou commune. Cette variété fait également du Cameroun l'un des pays au monde possédant la plus grande diversité linguistique par rapport à la taille de sa population.
Le français et l'anglais sont les langues officielles parlées.

### En République centrafricaine
La République centrafricaine a une langue nationale : le sango.
Le français a aussi un statut de langue officielle.

### En République démocratique du Congo
La langue nationale est une langue véhiculaire légalement reconnue dans une partie du pays. Elle n'est généralement utilisée qu'oralement.
Pour la communication écrite, le français, qui a le statut de langue officielle, est utilisé.
Il y a quatre langues nationales reconnues par l'article 1 de la Constitution de la République démocratique du Congo de 2006 : le kikongo ya leta (ouest du pays, façade maritime), le kiswahili (nord-est, est, sud-est du pays), le lingala (nord-ouest du pays) et le luba-kasaï (centre du pays).

### En République du Congo
Les langues nationales sont  des  langues véhiculaires reconnues par la Constitution Congolaise.
La République du Congo a deux langues nationales : le kituba (langue créole basée sur le kikongo) et le lingala.
Le français a aussi un statut de langue officielle.

### En Érythrée
L'Érythrée a neuf langues nationales : le tigrigna, le tigré, l'italien, l'afar, le saho, le bilen, le bedja, le kunama et le nara.
L'Érythrée a aussi trois langues officielles l'anglais, l'arabe, le tigrigna.

### En Guinée
La Guinée a huit langues nationales : le kpellé, le kissi, le bassari, le malinké, le loma, le poular, le soussou et le konianké, diankanké.
Le français a aussi un statut de langue officielle.

### Au Kenya
Le Kenya a une langue nationale : le swahili.
L'anglais est seconde langue officielle.

### À Madagascar
Le malgache est la langue nationale à Madagascar. Le français est seconde langue officielle.

### Au Mali
Le Mali a treize langues nationales et officielles : le bambara, le bobo, le bozo, le dogon, le peul, le soninké, le songhai, le sénoufo-minianka, le tamasheq, le hassaniya, le khassonké, le madenkan et le maninkakan.
Le français à un statut de langue du travail. Avant 2023, le français seul était la langue officielle, la nouvelle constitution de 2023 a changé le statut des langues nationales comme langues officielles et le français comme langue de travail.

### Au Rwanda
Au Rwanda, le kinyarwanda a seul le statut de langue nationale. Les langues officielles sont le kinyarwanda, le français et l’anglais.

### Au Sénégal
Le Sénégal a six langues nationales définies dans la constitution de 2001 : le wolof, le sérère, le poular, le mandingue, le soninké et le diola. D’autres langues nationales ont ensuite été codifiées légalement : le balante, le bassari, le bédik, le hassaniya, le manjak, le mankanya, le noon et le safi.
Le français à aussi un statut de langue officielle.

### Au Togo
Le Togo a une multitude de langues nationales, dont l'éwé et le kabyé. Le français a aussi un statut de langue officielle.

### En Tunisie
La Tunisie ne spécifie dans sa constitution qu'une seule langue, l'arabe, qui est la langue officielle du gouvernement. Toutefois, cette langue n'est pas la langue maternelle ou de communication de la population ; en effet, ce rôle revient à l'arabe tunisien, qui peut être alors considéré comme la langue nationale du pays. Par ailleurs, bien que n'ayant pas de statut officiel, le français est utilisé extensivement dans l'éducation et le commerce et est maitrisé par 63,6 % de la population. De plus, les minorités berbères de l'île de Djerba, qui constituent un peu moins de 0,5 % de la population, parlent le chelha tunisien en tant que langue maternelle et l'arabe tunisien en tant que seconde langue.

## En Amérique

### En Argentine
L'Argentine a une langue nationale : l'espagnol.

### En Bolivie
La Bolivie a trois langues nationales : l'espagnol, le quechua et l'aymara.

### Au Brésil
Le Brésil a une langue nationale : le portugais.

### Au Canada
Le Canada a deux langues nationales qui ont également le statut de langue officielle : le français et l'anglais, mais uniquement dans les affaires du Gouvernement et du Parlement[pas clair].

### Au Chili
Le Chili a une langue nationale : l'espagnol.

### En Haïti
Haïti a deux langues officielles  selon la constitution haïtienne de 1987 : le créole haïtien, parlé par quasiment tous les haïtiens, et le français, maîtrisé par 42% de la population adulte.

### Au Mexique
Il n'y a pas de langue officielle de jure au Mexique, mais l'espagnol et toutes les langues indigènes ou autochtones sont considérées comme langues nationales selon la Loi de droits linguistiques des peuples indigènes. Les langues des peuples indigènes déplacés des États-Unis et de Guatemala sont comprises[réf. nécessaire].

### Au Paraguay
Le Paraguay a deux langues nationales : l'espagnol et le guarani.

### Au Pérou
Le Pérou a trois langues nationales : l'espagnol, le quechua et l'aymara.

### En Uruguay
L'Uruguay a une langue officielle : l'espagnol.

## En Asie

### En Chine
En Chine, le dialecte mandarin de Pékin, nommé « 國語 » en chinois (pinyin : Guóyǔ), traduit par « langue nationale », aussi appelé « chinois standard », a été élevé au rang de langue nationale par le Gouvernement à la suite de la révolution de 1911 afin de renforcer le sentiment d'unité nationale. Différents éléments de vocabulaire d'autres dialectes ou langues chinoises ont été intégrés, soit à la suite d'une politique linguistique, soit naturellement. En 1949, la République populaire de Chine fut mise en place et continua la politique linguistique mais renomma la langue nationale, fondée sur le dialect de Pékin, "普通話" (pinyin: pǔtōnghuà), traduit par « langue ordinaire ». Le terme Guoyu est cependant toujours utilisé à Taïwan.
Voir aussi : Histoire du mandarin standard

### En Indonésie
En Indonésie, la langue nationale est le malais depuis au moins le XVe siècle lingua franca de l'ouest de l'archipel. Les colonisateurs hollandais l'utilisaient pour s'adresser aux indigènes. Les nationalistes, réunis en congrès en 1928, l'ont solennellement baptisé indonésien, en intégrant certaines spécificités du néerlandais (vocabulaire technique, orthographe). Depuis l'indépendance, proclamée en 1945, l'indonésien évolue, accompagnant la construction d'une nation indonésienne moderne.

### Au Liban
Au Liban, l'arabe est la langue officielle et nationale, selon la constitution de 1990.

### Aux Philippines
Aux Philippines, l'anglais et le philippin sont les langues officielles selon la constitution de 1987. Le philippin, dialecte du tagalog utilisé à Manille, est la langue nationale. Selon la Komisyon sa Wikang Filipino (Commission de la langue philippine), cette langue est la combinaison de toutes les langues qui existent dans l'archipel.

### À Singapour
Singapour a quatre langues officielles : le mandarin, l'anglais, le malais et le tamoul.
L'anglais a été promu dès l'indépendance comme langue unificatrice de la nation. C'est le médium d'instruction dans toutes les écoles. C'est la langue des affaires, du gouvernement et en conséquence de la scolarisation.

## En Europe

### En Belgique
La Belgique a trois langues à la fois officielles et nationales : le néerlandais, le français et l'allemand. Elle est divisée en quatre régions linguistiques : française, néerlandaise, allemande et bilingue de Bruxelles-Capitale (français et néerlandais). Toutefois, la fréquence de l'usage de ces idiomes varie fortement. Ainsi, le néerlandais et le français sont les langues pratiquées presque exclusivement au niveau politique fédéral et régional, dans les médias et par 99 % de la population ; l'allemand n'étant pratiqué que par la minorité linguistique des Cantons de l'Est.

### En France
En France, la langue nationale est officiellement le français depuis 1992, année durant laquelle la phrase « La langue de la République est le français » a été ajoutée à l'article 2 de la constitution.

### En Finlande
En Finlande, les langues nationales sont le finnois et le suédois, selon le § 17 de la constitution.

### En Irlande
En Irlande, l'irlandais a le statut de langue nationale et, en même temps, celui de langue officielle au côté de l'anglais.

### Au Luxembourg
Au Luxembourg, le luxembourgeois est langue nationale depuis 1984. Le multilinguisme est inscrit dans la loi. Le français et l'allemand sont langues officielles à côté du luxembourgeois. Vu le taux élevé de résidents étrangers (plus de 39 % de la population totale du pays), ainsi que le nombre élevé de frontaliers qui viennent travailler au pays, ce multilinguisme se vit continuellement.

### À Malte
À Malte, le maltais est la langue nationale. Le maltais et l'anglais sont les langues officielles. Ces statuts sont inscrits dans la constitution de Malte.

### En Suisse
En Suisse, l'allemand, le français et l'italien ont le statut constitutionnel de langue nationale depuis la fondation de l'État fédéral en 1848, et le romanche depuis 1938. Le yéniche est reconnu symboliquement en tant que langue nationale sans territoire.
Les trois premières langues nationales citées ont en plus le statut de langues officielles. Plus récemment, le romanche a également obtenu un statut semi-officiel, cependant uniquement pour «les rapports que la Confédération entretient avec les personnes de langue romanche».

## En Océanie

### En Australie
L'Australie a une langue nationale : l'anglais.

### Aux Fidji
Aux Fidji, la langue officielle est l'anglais. Néanmoins, le fidjien et le hindi sont reconnus comme langues nationales.

### En Nouvelle-Zélande
La Nouvelle-Zélande  a deux langues nationales l'anglais et le maori.

### Au Vanuatu
L'article 3 de la Constitution du Vanuatu dispose que la langue nationale est le bichelamar. Il dispose également que « Les langues officielles sont le bichelamar, l'anglais et le français. Les langues principales d'éducation sont l'anglais et le français ».